# پرواز از اردوگاه
پرواز از اردوگاه فیلمی به کارگردانی حسن کاربخش و نویسندگی سیدمحمدرضا عالی‌پیام ساختهٔ سال ۱۳۷۲ است.

## خلاصه داستان
سرگرد خلبان عباس حلمی پس از دست یافتن به اطلاعات مهمی در عملیات شناسایی به اسارت نیروهای عراقی در می‌آید. عباس حلمی با همکاری سایر اسرای ایرانی، نقشه فرار از اردوگاه را برای رساندن اطلاعات خود به نیروهای ایرانی طرح‌ریزی می‌کند. عراقی‌ها به نقشه او پی می‌برند و برای دستیابی به اطلاعات سع می‌کنند یک فرار هدایت شده را برای او طرح‌ریزی کنند. عباس حلمی به همراه یک سپاهی و یک بسیجی طی عملیاتی از اردوگاه می‌گریزد؛ ولی در دام نیروهای عراقی می‌افتند…

## بازیگران
- جمشید هاشم‌پور
- میرمحمد تجدد
- مجید میرزاییان
- علی نظری
- علیرضا عالی پیام
- علی توکلی
- فریدون مالکی
- احمد صافی
- احمد میررفیعی
- سیروس صابر
- یعقوب جعفرلو
- علی صادقپور
- عبداله میرزاده
- سیدجمال لواسانی
- محمد طاهری آذر
- سیدحمیدرضا عالی پیام
- حسین لبافی
- اکبر آبدیده
- کوروش کوهپایه
- حبیب اله عظیمی
- محمد صادق پور
- علی دلفاردی
- احمد نادری
- هادی انباردار
- سیداحمد منتجیبها
- منصور رسولی
- بهرامعلی شکاری

## صداپیشگان
- منوچهر اسماعیلی
- احمد رسول زاده
- خسرو خسروشاهی